# Nyugati hosszúcsőrű hangyászsün
A nyugati hosszúcsőrű hangyászsün (Zaglossus bruijni), vagy egyszerűen hosszúcsőrű hangyászsün, a kloákások (Monotremata) rendjébe és a hangyászsünfélék (Tachyglossidae) családjába tartozó Zaglossus nem egy faja.

## Előfordulása
Indonézia Új-Guinea szigetéhez tartozó területének nyugati részén él. 1300-4000 méteres magasságaiban fordul elő. 
Fosszilis leletei előkerültek Ausztráliából is, ahonnan feltehetően az éghajlat fokozatos felmelegedés miatt pusztult ki.

## Megjelenés
Testhossza átlagosan 45-77,5 centiméter, súlya 5-16,5 kilogramm. Gyakorlatilag nincs farka.

## Életmódja
A rövidcsőrű hangyászsünnel ellentétben elsősorban talajlakó férgekkel táplálkozik. A faj fő zsákmányállata az új-guineai földigiliszta.

## Szaporodása
Tojásokat rak, de az utódait anyatejjel táplálja. Hasán erszény található, amiben egy ideig a tojásait, aztán az utódait tartja, amíg ki nem nő azok tüskéje.

## Ellenségei
Ragadozók ellen úgy védekezik, hogy függőlegesen (mind a négy lábával) beássa magát a földbe. Képes egy perc alatt eltűnni úgy, hogy csak a tüskéi látszanak ki.